# Pinball Fantasies Deluxe
Pinball Fantasies Deluxe è un videogioco di simulazione di flipper pubblicato da 21st Century Entertainment per piattaforma MS-DOS e PlayStation nel 1996. Praticamente non include nulla di nuovo, è solo una raccolta di Pinball Mania e Pinball Fantasies. Il videogioco infatti comprende gli otto tavoli flipper delle due versioni precedenti.

## Tavoli
- Partyland
- Speed Devils
- Billion Dollar Game Show
- Stones 'n' Bones
- Tarantula
- Jailbreak
- Kickoff
- Jackpot